# Oleje roślinne

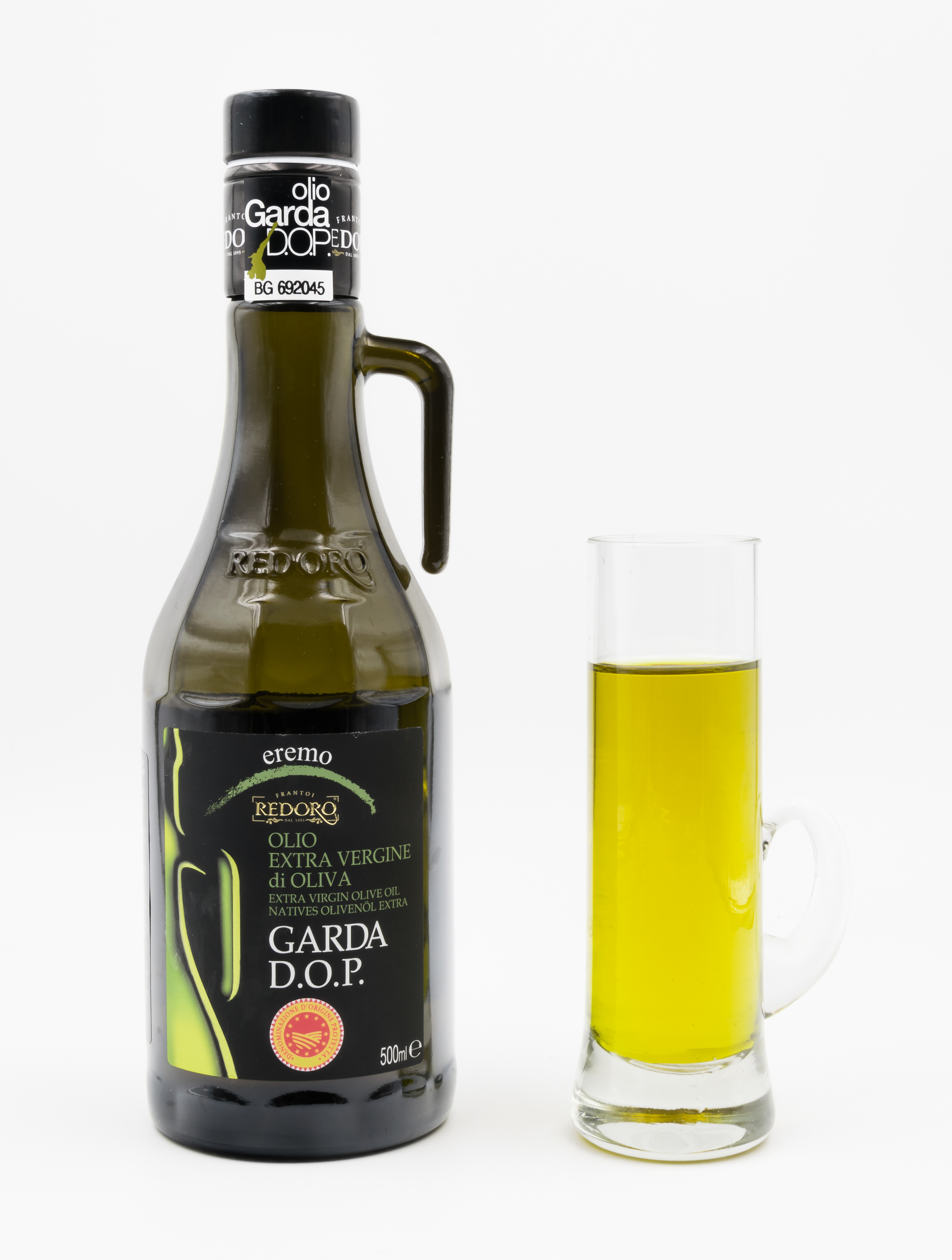
Oliwa Garda DOP

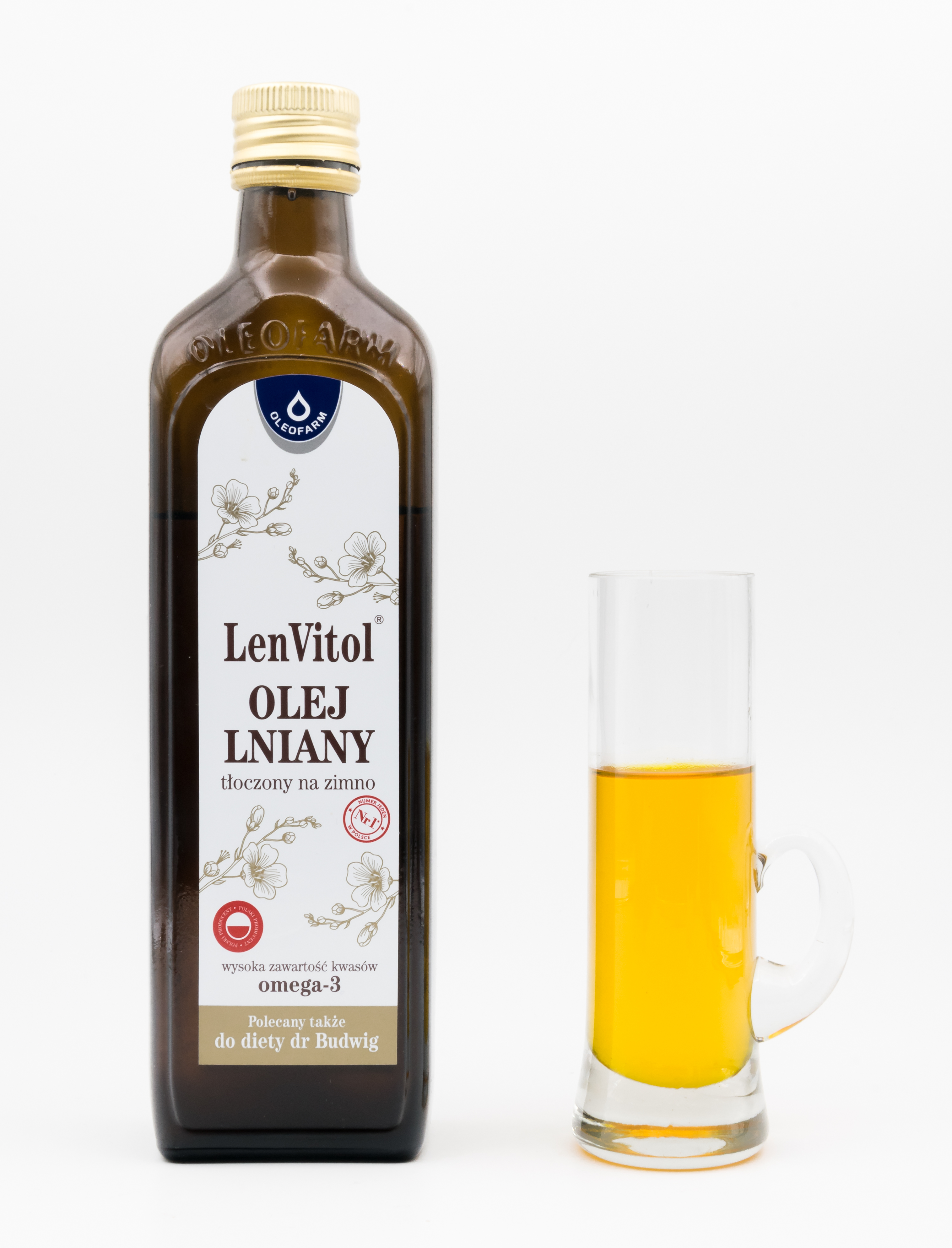
Olej lniany LenVitol

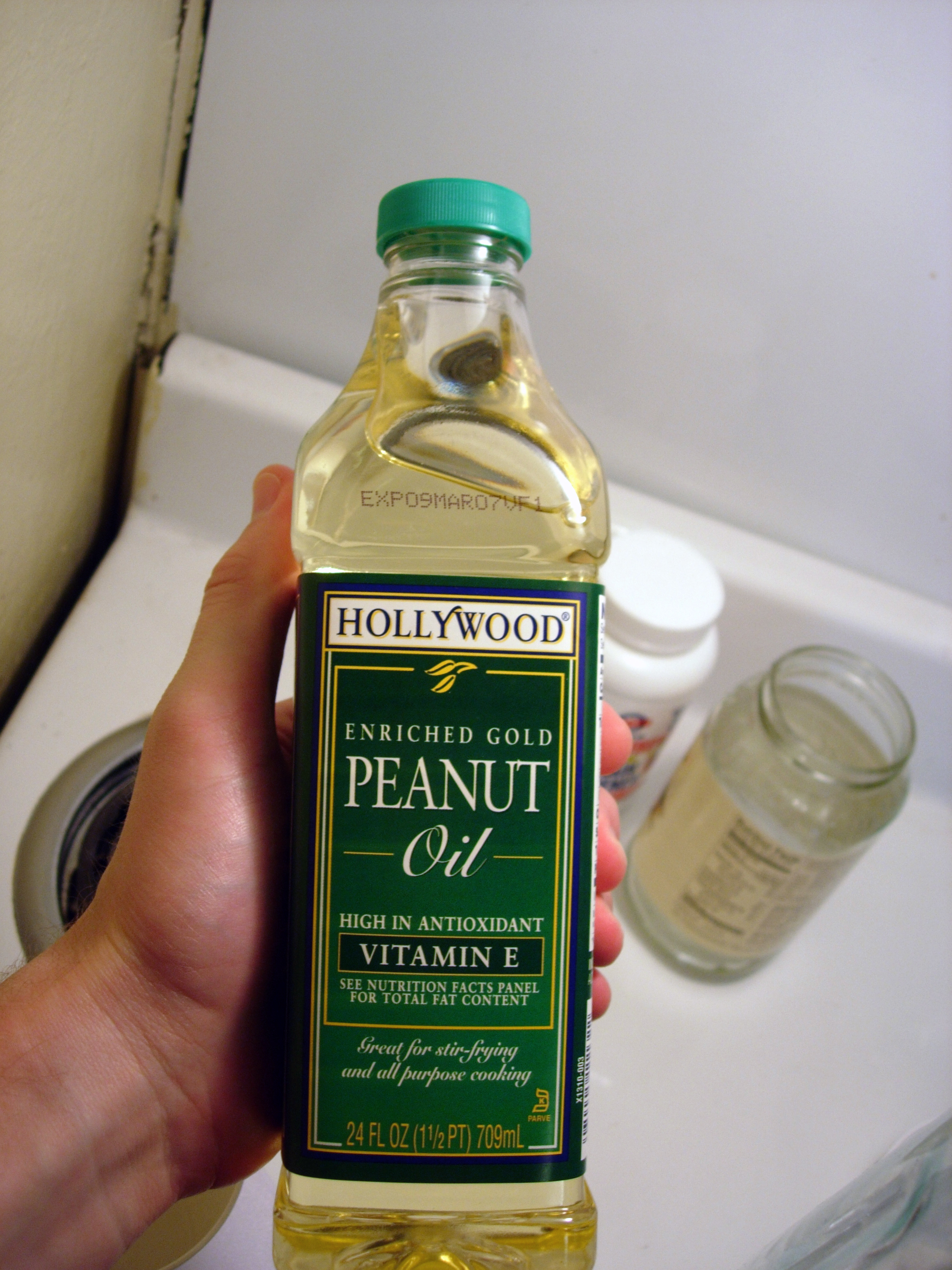
Olej arachidowy

Oleje roślinne – w szerszym znaczeniu są to wszystkie substancje o konsystencji oleistej, pozyskiwane z dowolnej rośliny. W węższym znaczeniu za olej roślinny uważa się każdy ciekły tłuszcz pochodzenia roślinnego, który w temperaturze regionu pochodzenia rośliny ma konsystencję płynną. W skład wchodzą głównie triacyloglicerole oraz inne związki rozpuszczalne w tłuszczach.

## Pozyskanie i wykorzystanie olejów roślinnych
Oleje roślinne są pozyskiwane z różnych części roślin, np. nasion, owoców, pestek, jąder nasiennych, a także z kiełków roślinnych. Pozyskiwane są nie tylko z roślin tradycyjnie uważanych za rośliny oleiste, ale także wielu innych.
W przeważającej większości oleje roślinne wykorzystywane są jako tłuszcze jadalne, ale także jako składniki kosmetyków, a niektóre z nich jako środki lecznicze (np. olej z wiesiołka). Bywają także wykorzystywane jako surowce do produkcji materiałów lakierniczych, malarskich i impregnacyjnych (np. olej lniany). Coraz większe znaczenie ma także wykorzystanie olejów roślinnych jako paliw i do ich produkcji. Na środki smarne nie nadają się, gdyż są olejami nietrwałymi, a często także schnącymi.
Najlepsze właściwości prozdrowotne posiadają oleje tłoczone na zimno. Część właściwości jest tracona pod wpływem obróbki termicznej, a odporność na podwyższoną temperaturę zależy od zawartości kwasów tłuszczowych. Im więcej kwasów olejowych (od ok. 40-45%) posiada olej, tym bardziej jest odporny na ten czynnik. Najbardziej wrażliwe są wielonienasycone kwasy tłuszczowe, które najszybciej ulegają negatywnym przemianom, takim jak utlenianie czy polimeryzacja. Oleje roślinne podczas procesu rafinacji tracą intensywny smak, zapach, barwę, mają zwiększoną stabilność podczas przechowywania i obróbki termicznej, jednak tracą wiele ze swoich wartości odżywczych.
Światowa produkcja olejów roślinnych wzrasta i sumarycznie wynosiła 177 mln m³ w 2015 r. Najczęściej olej pozyskuje się z owoców palmowca, soi, rzepaku.
| Typ oleju                   | palmowy | sojowy | rzepakowy | słonecznikowy | z nasion palmowych | arachidowy | bawełniany | kokosowy | oliwkowy | Razem |
| Światowa produkcja [mln m³] | 59,4    | 51,99  | 27,63     | 15,13         | 7,16               | 5,43       | 4,48       | 3,42     | 3,09     | 177   |

## Skład
Oleje roślinne składają się z głównie z triacylogliceroli oraz związków rozpuszczalnych w tłuszczach takich jak woski barwniki (karoteny oraz chlorofile) witaminy z grupy A, D, E, fosfolipidy, oraz inne lipidy takie jak woski, wolne kwasy tłuszczowe, substancje niezmydlające się. Zawierają wodę w niewielkich ilościach, w której są obecne związki rozpuszczalne w wodzie takie jak sole.

## Podział olejów

### Podział olejów pod względem szybkości schnięcia
Im więcej olej zawiera wielonienasyconych kwasów tłuszczowych, tym szybciej schnie w zetknięciu z powietrzem. To, w jakiej kategorii znajduje się dany olej, daje mu również określoną ważność, przechowywane dłużej tracą znacznie swoje właściwości i mogą ulec zjełczeniu. Wyróżnia się trzy kategorie olejów w związku ze zdolnością przetwarzania warstewki oleju w twardą, elastyczną powłoczkę:
- oleje schnące – mogą być przechowywane ok. 3-4 miesiące (zawierają od 50% wielonienasyconych kwasów tłuszczowych)
- oleje półschnące – mają ważność 4-6 miesięcy (posiadają między 20-49% wielonienasyconych kwasów tłuszczowych)
- oleje nieschnące mogą być trzymane od 6-8 miesięcy (zawierają do 19% wielonienasyconych kwasów tłuszczowych)

### Podział olejów pod względem płynności

#### Ciekłe tłuszcze roślinne
- olej andiroba
- olej arachidowy
- olej arbuzowy
- olej arganowy
- olej z awokado
- olej babassu
- olej bawełniany
- olej  brzoskwiniowy
- olej calophyllum
- olej z czarnej porzeczki
- olej z czarnuszki
- olej czaulmugrowy
- olej z pestek dyni
- olej z dzikiej róży
- olej z nasion gorczycy
- olej kameliowy
- olej kapokowy
- olej krokoszowy
- olej kminkowy
- olej konopny
- olej krotonowy
- olej kukurydziany
- olej lniany
- olej z orzeszków makadamii
- olej makowy
- olej mangowy
- olej migdałowy
- olej z miodli indyjskiej
- olej morelowy
- olej neem
- olej niger
- olej z ogórecznika lekarskiego
- olej oliwkowy (oliwa)
- olej z orzechów ziemnych
- olej z orzechów laskowych
- olej z orzechów włoskich
- olej z nasion ostu
- olej pachnotkowy
- olej pistacjowy
- olej z nasion pomidorów
- olej z kiełków pszenicy
- olej rokitnikowy
- olej rycynowy
- olej ryżowy
- olej rzepakowy
- olej sezamowy
- olej słonecznikowy
- olej sojowy
- olej z kwiatu szafranu
- olej z nasion tytoniu
- olej wiesiołkowy
- olej winogronowy
- olej z żurawiny błotnej

#### Stałe tłuszcze roślinne
- masło kakaowe
- olej drzewny
- olej jojoba
- olej kokosowy (masło kokosowe)
- olej palmowy
- tokoferol (witamina E)
- olej z masłosza Parka (masło shea)

### Rafinacja

3-MCPD

Oleje jadalne dzielą się na rafinowane i nierafinowane. Proces rafinacji wpływa na wartość odżywczą oraz trwałość oleju. Oleje nierafinowane uznawane są za bardziej naturalne, gdyż nie są pozbawiane koloru (wybielanie), zapachu i smaku oraz naturalnych wosków. W procesie rafinacji dodaje się również antyoksydanty, wydłużające przydatność oleju do spożycia.
W maju 2016 roku Europejski Urząd ds. Bezpieczeństwa Żywności wydał raport, w którym stwierdzono, że  w procesie rafinacji olejów prowadzonej w temperaturze powyżej 200 °C powstają szkodliwe, potencjalnie rakotwórcze chloropochodne tłuszczów – 2-chloropropano-1,3-diol (2-MCPD), 3-chloropropano-1,2-diol (3-MCPD) i ich estry. Najwyższe ich stężenia stwierdzono w oleju palmowym.

## Olej roślinny jako paliwo
Olej roślinny może być wykorzystany jako paliwo zastępcze do silników Diesla, zamiast oleju napędowego. Jego popularność w tym zastosowaniu rośnie z powodu rosnącej ceny ropy naftowej i paliw ropopochodnych, najtańszy olej roślinny jest bowiem tańszy od oleju napędowego. Różnica w cenie wynika z nieobciążania oleju roślinnego sprzedawanego w sklepach do celów spożywczych podatkiem akcyzowym. Doliczenie stawki podatku akcyzowego niweluje różnicę w cenie oleju roślinnego.
Olej roślinny może być wykorzystywany jako samodzielne paliwo silnikowe, jako domieszka do paliwa lub jako surowiec do produkcji biodiesla. Ponieważ ma on znacznie wyższą lepkość niż olej napędowy czy opałowy, konieczne jest jego podgrzanie przed wtryśnięciem do komory spalania dla zmniejszenia lepkości i zapewnienia odpowiedniego rozpylenia paliwa przez wtryskiwacz. Ciepło do podgrzania oleju pochodzi najczęściej z obiegu chłodzenia silnika lub produkowane jest za pomocą elektrycznej grzałki.
Problem wyższej lepkości oleju roślinnego można także rozwiązać dodając 5% benzyny w lecie i 10-15% benzyny w okresie zimowym. Tak zasilany silnik nie wymaga stosowania podgrzewaczy paliwa lub instalacji dwuzbiornikowej.

### Biodiesel
Biodiesel to olej roślinny przetworzony chemicznie na drodze transesteryfikacji. Paliwo to nadaje się do stosowania w silnikach Diesla, bez przeróbek wymaganych w przypadku użycia surowego oleju roślinnego. Wynika to ze zbliżonej lepkości biodiesla i oleju napędowego oraz krzepnięcia w niższej temperaturze niż olej roślinny.

## Dieta wysokotłuszczowa a zdrowie
Rozwojowi raka piersi u kobiet po menopauzie sprzyja duże spożycie tłuszczów wielonienasyconych omega-6 (obecnych zwłaszcza w oleju roślinnym z soi, kukurydzy, słonecznika i innych olejach z nasion, w margarynie), np. kwasu linolowego, przy niedostatku tłuszczów wielonienasyconych omega-3 (w oleju rybnym, ale również w lnianym). We włoskich badaniach z 2001 odnotowano w błonie komórkowej erytrocytów u kobiet chorych na raka piersi wysoką zawartość jednonienasyconych kwasów tłuszczowych – głównie kwasu oleinowego co mogłoby sugerować wpływ spożycia tego kwasu na zwiększoną zachorowalność na raka, jednak inne badania tego nie potwierdzają. Natomiast wiele badań wskazuje, iż rozwojowi raka sprzyjają niektóre tłuszcze wielonienasycone omega-6 (np. pochodna 20:2 kwasu linolowego). Tłuszcze nasycone (w maśle, smalcu, śmietanie, mięsie, itp.) nie szkodzą osobom z predyspozycjami rakowymi, a tłuszcze wielonienasycone omega-3 zdecydowanie pomagają.
Tłuszcze wielonienasycone omega-6, przy niedostatku tłuszczów wielonienasyconych omega-3, stymulują wzrost nowotworów prostaty, przyśpieszają postęp histopatologiczny i zmniejszają przeżywalność pacjentów z rakiem prostaty, podczas gdy tłuszcze wielonienasycone omega-3 maja odwrotne, pozytywne działanie.